# União Desportiva de Leiria
L'União Desportiva de Leiria, meglio noto come União Leiria, è una società calcistica portoghese con sede nella città di Leiria. Milita nella Segunda Liga, la seconda divisione del campionato portoghese di calcio.
Fondato nel 1966, nel suo palmarès figurano soltanto due campionati di seconda divisione e uno di terza; mentre a livello internazionale il risultato di maggior prestigio è la finale di Coppa Intertoto UEFA del 2004 e la vittoria del terzo turno della stessa competizione nel 2007.
Gioca le gare in casa nell'Estádio Dr. Magalhães Pessoa.

## Palmarès

### Competizioni nazionali
- Segunda Divisão: 2

1980-1981, 1997-1998
- Terceira Liga: 1

2022-2023

### Altri piazzamenti
- Coppa del Portogallo:

Finalista: 2002-2003
Semifinalista: 1995-1996, 1997-1998
- Supercoppa di Portogallo:

Finalista: 2003
- Segunda Liga:

Secondo posto: 1993-1994, 2008-2009
- Campeonato de Portugal:

Terzo posto: 2017-2018, 2018-2019
- Coppa Intertoto UEFA:

Finalista: 2004, 2007

## Statistiche e record

### Partecipazioni ai campionati

#### Campionati nazionali
Dalla stagione 1966-1967 alla 2023-2024 il club ha ottenuto le seguenti partecipazioni ai campionati nazionali:
| Livello | Categoria                                                                             | Partecipazioni | Debutto   | Ultima stagione | Totale |
| ------- | ------------------------------------------------------------------------------------- | -------------- | --------- | --------------- | ------ |
| 1º      | Primeira Divisão/Primeira Liga                                                        | 18             | 1979-1980 | 2011-2012       | 58     |
| 2º      | Segunda Divisão/Liga Portugal 2                                                       | 25             | 1970-1971 | 2024-2025       | 58     |
| 3º      | Terceira Divisão/Campeonato Nacional de Seniores/Campeonato de Portugal/Terceira Liga | 15             | 1976-1977 | 2022-2023       | 58     |

#### Tornei internazionali
Alla stagione 2024-2025 il club ha ottenuto le seguenti partecipazioni ai tornei internazionali:
| Categoria                     | Partecipazioni | Debutto   | Ultima stagione |
| ----------------------------- | -------------- | --------- | --------------- |
| Coppa UEFA/UEFA Europa League | 2              | 2003-2004 | 2007-2008       |
| Coppa Intertoto               | 5              | 1995      | 2007            |

## Tifoseria
I tifosi dell'União sono chiamati leirienses e il loro maggior gruppo organizzato è l'Armata Ultra, composto da circa 30 membri.

### Rivalità
- Académica

La maggior rivalità è quella con l'Académica di Coimbra, con la quale disputa O Dérbi do Centro.